# Ideapark
Ideapark är ett köpcentrum i Lembois kommun invid motorvägen Helsingfors–Tammerfors 12 kilometer söder om Tammerfors. Köpcentret öppnades 1 december 2006. 
Ideapark kallar sig själv en "affärsstad" och omfattar 103 000 m² affärsareal, motsvarande 15 fotbollsplaner. Produktutbudet är koncentrerat på inredning och mode, medan utbudet av dagligvaror är litet. 181 företag fungerar i Ideapark som sysselsätter 1 000 anställda. Det finns 1,2 km shoppingstråk i köpcentret och parkeringsplatser för 4 000 bilar. 
Under 2007 byggdes det en skidtunnel, en simhall och ett befolkningsskydd i anslutning till Ideapark. Ett hotell är under planering.[källa behövs]

## Butiker i Ideapark

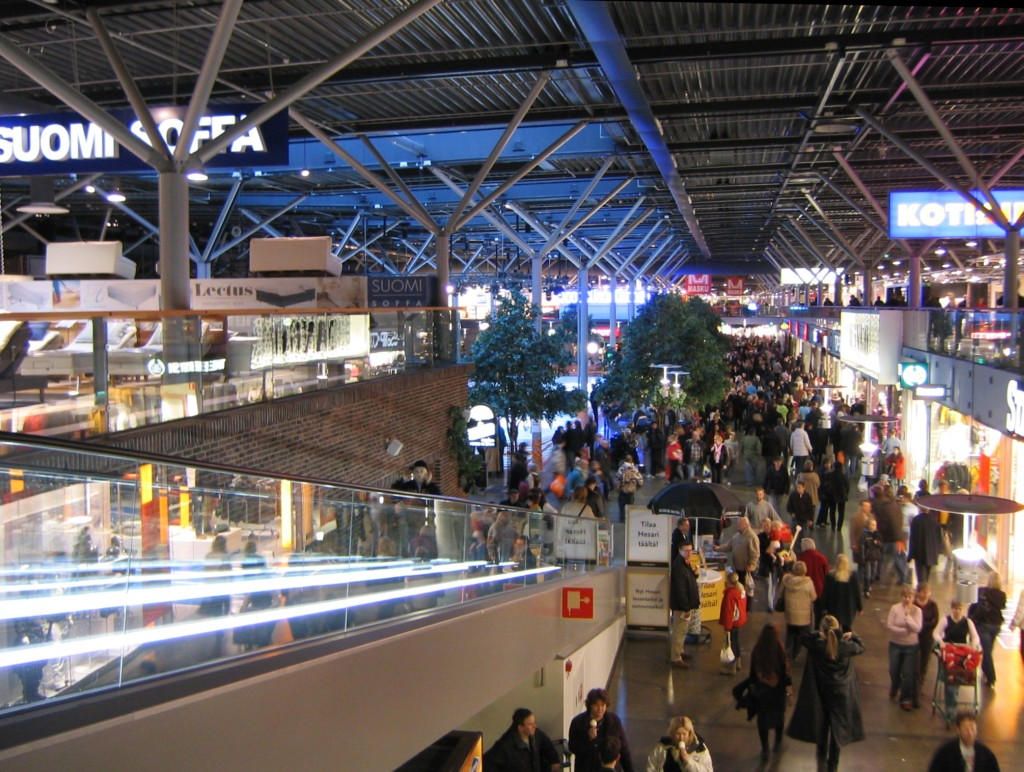
Veckoslutsrusning i Ideapark

### Internationella kedjor
- Hemtex
- The Body Shop
- Toys "R" Us
- Din Sko
- Dressmann
- H&M Hennes & Mauritz
- Vero Moda
- Stadium

### Finländska kedjor
- Lundia
- Marimekko
- Maskun Kalustetalo
- Pentik
- Tiimari
- Instrumentarium
- Veikon Kone
- Kirjatori
- Aleksi 13
- Seppälä
- Top-Sport
- R-kioski
- Euromarket
- Unikulma
- Vepsäläinen
- KotiIdea

### Restauranger och kaféer
- Arnolds
- Golden Rax Pizzabuffet
- Hesburger
- Ingman Spice Ice
- Pancho Villa
- Subway
- Kotipizza
- Beefking Steakhouse

## Planerade nya enheter
- Pieksämäki
- Vichtis